# ピンクリボン軍
ピンクリボン軍（ピンクリボンぐん）は神奈川出身のロックバンドである。1998年3月結成。2003年インペリアルレコードよりメジャーデビュー。2007年9月に解散を発表した。解散後はギターの近藤将之がLaMBDA(ラムダ）、ドラムの浅沼俊一がCOUNTRY YARDというバンドで活動している。

## メンバー
- 松下直幸（1月21日）ボーカル
美大に通っていたためイラストが上手い。現在は自身のデザインプロジェクト King Of Roachで活躍中。
- 近藤将之（9月21日）ギター
- 稲葉良平（8月28日）ベース
- 浅沼俊一（9月28日）ドラム

## ディスコグラフィー

### シングル
- セチガラバラッド/真夏の蝉にて（2005年6月22日）

### アルバム
- よぎそ（2001年11月30日）インディーズミニアルバム
- 遠吠え（2002年7月15日）
- 東男（2003年7月24日）
- タンポポe.p.（2004年2月25日）
- テンテコ大逃走（2005年1月26日）
- ジャイアンドロック（2005年7月21日）
- RARIRU☆DISC（2006年2月22日）
- PINK ALBUM（2007年1月24日）ベストアルバム

### 映像作品
- 20071010 PINKRIBBONGUN TOUR FINAL shibuya O-WEST（2007年12月）LIVE DVD 限定販売

### 参加作品
- THE 青春 PUNK/ROCK
「真夏の蝉にて」で参加
- BPR5000 BURST TRACKS
「真夏の蝉にて」で参加
- THE BLUE HEARTS SUPER TRIBUTE
「情熱の薔薇」で参加